# Svobodni občinski konzorcij Trapani
Svobodni občinski konzorcij Trapani (v italijanskem izvirniku Libero consorzio comunale di Trapani) je ena od devetih upravno-ozemeljskih enot italijanske dežele Sicilije. Nadomestil je pokrajino Trapani (provincia di Trapani) po ukinitvi sicilskih pokrajin leta 2015.
Zavzema tudi Egadsko otočje, otočje Stagnone in otok Pantelleria. Meji na severu s Tirenskim morjem, na vzhodu z metropolitanskim mestom Palermo in občinskim konzorcijem Agrigento, na jugu in na zahodu s Sredozemskim morjem.

## Večje občine
Glavno mesto je Trapani, ostale večje občine so (podatki 31.12.2008):
| Občina                  | Prebivalcev |
| ----------------------- | ----------- |
| Trapani                 | 70.576      |
| Marsala                 | 82.489      |
| Mazara del Vallo        | 51.328      |
| Alcamo                  | 45.917      |
| Castelvetrano           | 30.517      |
| Erice                   | 28.496      |
| Castellammare del Golfo | 15.034      |
| Valderice               | 11.965      |

## Naravne zanimivosti
Otočje Stagnone je plitva laguna, ki se pri oseki toliko posuši, da so otoki dosegljivi peš. Ta posebnost je zelo koristna za soline, ki se tu nahajajo, in seveda tudi za veliko število ptic, ki gnezdijo v okolici. Tod raste zavarovana vrsta morske trave, imenovana pozidonija, zato je laguna ob oseki videti kot obširen travnik.
Seznam zaščitenih področij v pokrajini:
- Naravni rezervat Saline di Trapani e Paceco (Riserva naturale integrale Saline di Trapani e Paceco)
- Naravni rezervat Lago Preola e Gorghi Tondi (Riserva naturale integrale Lago Preola e Gorghi Tondi)
- Naravni rezervat Grotta di Santa Ninfa (Riserva naturale integrale Grotta di Santa Ninfa)
- Naravni rezervat Bosco di Alcamo (Riserva naturale Bosco di Alcamo)
- Naravni rezervat Foce del Fiume Belice e dune limitrofe (Riserva naturale Foce del Fiume Belice e dune limitrofe)
- Naravni rezervat Zingaro (Riserva naturale orientata dello Zingaro)
- Naravni rezervat Isole dello Stagnone di Marsala (Riserva naturale regionale delle Isole dello Stagnone di Marsala)
- Naravni rezervat Isola di Pantelleria (Riserva naturale orientata Isola di Pantelleria)
- Naravni rezervat Monte Cofano (Riserva naturale orientata Monte Cofano)
- Morski rezervat Isole Egadi (Riserva naturale marina Isole Egadi)

## Zgodovinske zanimivosti
Castellammare del Golfo je bilo v 4. stoletju pr. n. št. pristanišče mogočnega mesta Segesta, ki se je dolgo bojevalo za premoč na Siciliji. Po padcu Segeste se je mestece Castellammare stoletja preživljalo kot pristan za Arabce, Normane, Špance in končno za Sicilsko kraljestvo Friderika II. Toda pravi razvoj mesta sega v 17. in 18. stoletje. Kmalu po združenju Italije (1861), ko je nova država poklicala na nabor, so se prebivalci uprli temu zakonu, ki ga prej, pod Borbonci, niso poznali. Okoli 400 nabornikov je napadlo državne urade, pobilo naborne komisarje in požgalo njih hiše. Država seveda ni mogla mimo tega. Že naslednjega dne so se izkrcali bersaljerji, a v vsem mestu niso našli nikogar razen duhovnika, dveh starcev, treh invalidov in enega otroka, ki so jih na mestu ustrelili. Ta dogodek je ostal v spominu kot "upor proti kutrari", ker je ljudstvo imenovalo kutrara (it.: cutrara [kutràra], narečni izraz za coltre [kòltre] = odeja) tiste osebe, ki so jim nove oblasti dodelile razlaščena posestva, torej tiste, ki so se greli pod isto odejo z državnimi predstavniki. Za slednje pa je bil upor le "maffia", ki je bil toskanski izraz za ilegalnost (iz malaffare = umazan posel). To je prvi zgodovinski zapis besede, ki je pozneje postala mafia z vse težjim pomenom. Dejansko izhajajo iz Castellammara vsi večji začetniki ameriške mafije (prva leta 20. stoletja) in tudi vrh sicilske mafije je bil do leta 1980 v teh krajih, dokler ga niso izpodrinili predstavniki iz kraja Corleone v pokrajini Palermo.